# Майя Брютон
Мая Луїза Брютон (англ. Maia Luisa Brewton, нар. 30 вересня 1977, Лос-Анджелес, Каліфорнія, США) — американська акторка, успішна наприкінці 1980-х і початку 1990-х рр.

## Життєпис
Народилася в Лос-Анджелесі, Каліфорнія. Найбільш відома роллю Сари Андерсон у фільмі «Пригоди няні» і Шеллі Льюїс в т/с «Паркер Льюіс не може програти».
На додаток до цих яскравих ролей Брютон знімалася в кіно з Памелою Сью Мартін і Робертом Мітчем. Вона також знялася в хіті «Назад у майбутнє» як Саллі Бейнс, молодша сестра Лоррейн Бейнс, що грає Леа Томпсон.
Її телевізійні ролі включають: «Джамп Стріт, 21», «Дорога до Гейвену» та «Чудесні роки». Вона також втілила Маргарет Енн Калвер в недовгому телесеріалі «Лайм Стріт» з Робертом Вагнером і Самантою Сміт.
Крім фільмів і телевізійних ролей, Мая Брютон брала участь у різних театральних постановках, особливо в міському театрі в Санта-Моніці, штат Каліфорнія.

## Особисте життя
Брютон нині адвокатка. Відкрита лесбійка, у 2008 році одружилася зі своєю партнеркою Ларою Споттс. Пара має хлопчиків-близнюків Ріццо і Калдера.

## Фільмографія
| Рік       |    | Українська назва              | Оригінальна назва         | Роль                        |
| --------- | -- | ----------------------------- | ------------------------- | --------------------------- |
| 1984      | с  | Блакитний грім                | Blue Thunder              | Кеті                        |
| 1984—1985 | с  | Метт Г'юстон                  | Matt Houston              | юна Сі Джей / дівчина Сліма |
| 1985      | тф |                               | This Wife for Hire        | Емі Гарпер                  |
| 1985      | с  | Мисливець Джон                | Trapper John, M.D.        | Меган Гьюз                  |
| 1985      | с  |                               | Brothers                  | Кіт Монтґомері              |
| 1985      | ф  | Назад у майбутнє              | Back to the Future        | Саллі Бейнс                 |
| 1985—1986 | с  |                               | Lime Street               | Маргарет Енн Калвер         |
| 1986      | с  | Обережний незнайомець         | The Deliberate Stranger   | Дженні Ріхтер               |
| 1987      | с  | Шлях до небес                 | Highway to Heaven         | Робін                       |
| 1987      | ф  | Пригоди няні                  | Adventures in Babysitting | Сара                        |
| 1987      | с  | Доллі                         | Dolly                     | юна Доллі Партон            |
| 1988      | ф  | Велика п'ятірка               | The Big Five              | Мелінда «Скотті» Скотт      |
| 1988      | с  | Моя сестра Сем                | My Sister Sam             |                             |
| 1989      | с  |                               | Duet                      | юна Лінда Гартлі            |
| 1989      | с  | Джамп стріт, 21               | 21 Jump Street            | Морін Мароні                |
| 1989      | с  |                               | Free Spirit               | Діді                        |
| 1990      | с  | Чудові роки                   | The Wonder Years          | Лінда Слоун                 |
| 1990      | с  | Острів снів                   | Island Son                | Гейлі Кларк                 |
| 1990      | с  | Сім'я для Джо                 | A Family for Joe          | Голлі Бенкстон              |
| 1990      | тф |                               | Sky Trackers              | Алі Барнс                   |
| 1990—1993 | с  | Паркер Льюіс не може програти | Parker Lewis Can't Lose   | Шеллі Льюїс                 |
| 2002      | кф |                               | Is This Your Mother?      |                             |
| 2015      | с  | Неправильна мама              | Odd Mom Out               |                             |